# 金蔵院 (小金井市)
金蔵院（こんぞういん）は、東京都小金井市にある真言宗豊山派の寺院。

## 歴史
創建年代は不明である。ただ1566年（永禄9年）寂の阿闍梨堯存によって中興されたことから、室町時代後期までには既に存在していたものと推測される。小金井市内で最も古い寺院と言われている。府中市の妙光院の末寺であり、近くの小金井神社の旧別当寺であった。
明治初期に小学校「尚絅学舎」（現・小金井市立小金井第一小学校）が設けられている。1901年（明治34年）の小学校移転後は、地元の小金井村の村役場として、1922年（大正11年）まで使われてきた。

## 文化財
- 寛文六年庚申塔（小金井市指定文化財 昭和48年2月13日指定）[3]
- 金蔵院のケヤキとムクノキ（小金井市指定天然記念物 昭和49年6月14日指定）[4]

## 交通アクセス
- 武蔵小金井駅より徒歩8分。